# جوسلين الثاني كونت الرها
جوسلين الثاني توفي سنة 1159 في الأسر
كان الأمير الرابع و الأخير لكونتية الرها و كان قد أسر في معركة أعزاز ثم أطلق سراحه بعد ن أفتداه بلدوين الثاني سنة 1131. وتم فتح الكونتية على يد عماد الدين زنكي سنة 1144 و حاول استعادتها سنة 1146 لكنه فشل بعد أن تصد له نور الدين زنكي. أسر على يد نور الدين زنكي سنة 1149 و أمضى بقية حياته في الأسر.